# بيتر جبريل
بيتر جبريل (بالتشيكية: Petr Gabriel)‏ (17 مايو 1973 ببراغ في التشيك - ) هو لاعب كرة قدم تشيكي في مركز الدفاع، شارك في بطولة أمم أوروبا 2000. وشارك مع منتخب جمهورية التشيك تحت 21 سنة لكرة القدم ومنتخب جمهورية التشيك لكرة القدم. أما مع النوادي، فقد لعب مع أرمينيا بيليفيلد وسبارتا براغ ونادي تيبليتسه ونادي كايزرسلاوترن وFK Hvězda Cheb ‏ وفيكتوريا زيزكوف.

## وصلات خارجية
- بيتر جبريل على موقع الاتحاد التشيكي (الإنجليزية)
- بيتر جبريل على موقع قاعدة بيانات كرة القدم.إي يو (الإنجليزية)
- بيتر جبريل على موقع بيانات كرة القدم. دي إي (الألمانية)
- بيتر جبريل على موقع ناشيونال فوتبول تيمز (الإنجليزية)
- بيتر جبريل على موقع عالم كرة القدم.نت (الإنجليزية)